# 29157 Higashinihon
29157 Higashinihon è un asteroide della fascia principale. Scoperto nel 1989, presenta un'orbita caratterizzata da un semiasse maggiore pari a 2,2937243 UA e da un'eccentricità di 0,1075111, inclinata di 6,23590° rispetto all'eclittica.